# Conjunto de cuevas de Gorham
El conjunto de cuevas de Gorham (del inglés: Gorham's Cave Complex) es un grupo de cuatro cuevas del peñón de Gibraltar, considerado como uno de los últimos lugares habitados por los neandertales. Los nombres de las cuevas son: cueva de Gorham, cueva Vanguardia, cueva Hiena y cueva de Bennett (en inglés: cave Gorham, cave Vanguard, cave Hyaena y Bennett's cave). En 2016 las cuatro cuevas fueron declaradas Patrimonio de la Humamidad con el título de «Conjunto de cuevas de Gorham».
Hace miles de años, en la época de los neandertales, distaban unos cinco kilómetros de la costa mediterránea.
Según la declaración de la UNESCO: «Los abruptos acantilados calcáreos de la cara oriental del peñón de Gibraltar albergan cuatro cuevas, cuyos yacimientos arqueológicos atestiguan la presencia del hombre de Neandertal durante más de 100.000 años. Este testimonio excepcional de la cultura neandertaliense está constituido por grabados rupestres de motivos abstractos, así como por huellas de la caza de aves y animales marinos con fines alimentarios y por indicios del uso ornamental del plumaje de las presas capturadas. Las investigaciones científicas llevadas a cabo en este sitio han aportado una contribución importante al debate sobre el conocimiento del hombre de Neandertal y de la evolución de la especie humana».